# La noche del coyote
 La noche del coyote es una película coproducción de Argentina y Estados Unidos filmada en colores dirigida por Iván Entel sobre su propio guion escrito en colaboración con Joy Stout que se estrenó el 4 de febrero de 1999 y que tuvo como actores principales a Cecilia Dopazo, Fernán Mirás, Soledad Silveyra y Troy Fazio.
La película fue exhibida en el Festival Internacional de Cine de Mar del Plata de 1999.

## Sinopsis
Seis jóvenes viajan por el desierto para encontrarse con quien dirigirá una película cuyo rodaje se frustra por un accidente. 

## Reparto
- Cecilia Dopazo …Alex Stratas
- Fernán Mirás …Nico Feijóo
- Soledad Silveyra …Sofía
- Troy Fazio …Kevin
- Malcolm Kennard …Cade
- John Waterhouse …Fracia
- David Sessions …Laute
- Laura Leblanc …Concert Joe
- Zeile Entel …Pupy
- Milagros Gallo …Reportera
- Fabián Stratas …Reportero
- Max Felix
- Sacha Alter
- Adriana Simonetti …Reportera

## Comentarios
Horacio Bernadez en Página 12 escribió:

«…hay películas buenas, malas,muy malas…y hay ciertas películas argentinas…el guion nunca sabe a dónde va, y la película menos; los actores parecen preguntarse qué están haciendo allí, y hasta técnicos habitualmente más que solventes (como el director de fotografía Marcelo Iaccarino) dan la impresión de haber sufrido un efecto de contaminación, haciendo mal su trabajo.»

Javier Porta Fouz en El Amante del Cine  escribió:

«Mal filmada, mal actuada, peor montada. Una calamidad.»

Diego Batle en La Nación opinó:

«Intenta contar las peripecias de un rodaje caótico, imposible. La historia trmina siendo una metáfora  de su resultado final»

Manrupe y Portela escriben:

«Avalada por la Fundación Universal del Cine de donde egresó su joven director, esta extraña y ambiciosa coproducción mezcla actores argentinos, norteamericanos y australianos con un resultado terrible. Según desde qué punto de vista se lo mire la película se convierte en lo peor o lo mejor, del cine clase Z.»